# 2011년 선댄스 영화제
제27회 선댄스 영화제는 2011년 1월 20일에 열린 시상식이다.

## 수상 및 후보

### 심사위원대상(미국 드라마)
- 라이크 크레이지 - 드레이크 도리머스 수상

### 심사위원대상(미국 다큐멘터리)
- 하우 투 다이 인 오리곤 - 피터 리처드슨 수상

### 심사위원대상(월드시네마 다큐멘터리)
- 헬 앤 백 어게인 - 댄펑 데니스 수상

### 관객상(미국 드라마)
- 서컴스탠스 - 마리엄 카사바르즈 수상

### 관객상(미국 다큐멘터리)
- 벅 - 신디 밀 수상

### 관객상(월드시네마 드라마틱)
- 키니어완다 - 엘릭 브라운 수상

### 관객상(월드시네마 다큐멘터리)
- 제목미정 아일톤 세나 다큐멘터리 - 아시프 카파디아 수상

### 관객상(베스트 오브 넥스트)
- 투게더 - 에라카 던튼 수상

### 감독상(미국 드라마)
- 마샤 마시 메이 말렌 - T. 숀 더킨 수상

### 감독상(미국 다큐멘터리)
- 레저렉트 데드 - 존 포이 수상

### 감독상(월드시네마 드라마)
- 티라노소어 - 패디 콘시딘 수상

### 감독상(월드시네마 다큐멘터리)
- 프로젝트 님 - 제임스 마쉬 수상

### 편집상(미국 다큐멘터리)
- 아프 어 트리 폴스 - 마샬 커리 외 1명 수상

### 편집상(월드시네마 다큐멘터리)
- 더 블랙 파워 믹스테이프 - 골란 올슨 수상

### 촬영상(미국 드라마)
- 파리아 - 디 리스 수상

### 촬영상(미국 다큐멘터리)
- 더 리뎀션 오브 제너럴 버트 네이키드 - 라이언 힐 외 2명 수상

### 촬영상(월드시네마 드라마틱)
- 토도스 투스 무에르토스 - Diego F. Jimenez 수상

### 촬영상(월드시네마 다큐멘터리)
- 헬 앤 백 어게인 - 댄펑 데니스 수상

### 심사위원특별상(미국 드라마)
- 어나더 어스 - 마이크 카힐 수상

### 심사위원특별상(미국 다큐멘터리)
- 비잉 엘모 - 콘스탄스 마크스 수상

### 심사위원특별상(월드시네마 드라마틱)
- 해피, 해피 - 안네 세비스퀴 수상

### 심사위원특별상(월드시네마 다큐멘터리)
- 내 별자리를 찾아서 - 레오나르드 레텔 헴리히 수상

### 미국 드라마틱 경쟁
- 어나더 어스 - 마이크 카힐
- 베나비데스 보른 - 에이미 웬델
- 서컴스탠스 - 마리엄 카사바르즈
- 건 힐 로드 - 라샤드 에르네스토 그린
- 히어 - 브래든 킹
- 하이어 그라운드 - 베라 파미가
- 홈워크 - 개빈 위센
- 더 레지 - 매튜 챔프먼
- 라이크 크레이지 - 드레이크 도리머스
- 리틀 버드 - 엘진 제임스
- 마샤 마시 메이 말렌 - T. 숀 더킨
- 온 더 아이스 - 앤드류 옥피하 맥클린
- 파리아 - 디 리스
- 테이크 쉘터 - 제프 니콜스
- 테리 - 아자젤 제이콥스
- The Untitled Sam Levinson Project - Sam Levinson

### 미국 다큐멘터리 경쟁
- 비트 라임스 & 라이프 - 마이클 래파포트
- 비잉 엘모 - 콘스탄스 마크스
- 벅 - 신디 밀
- 코넥티드: 어 데클레이션 오브 인터디펜던스 - 티파니 슈레인
- 크라임 애프터 크라임 - 요아브 포타쉬
- 핫 커피 - 수잔 사라도프
- 하우 투 다이 인 오리곤 - 피터 리처드슨
- 아프 어 트리 폴스 - 마샬 커리
- 더 라스트 마운틴 - 빌 핸니
- 미스 리프리젠테이션 - 제니퍼 시에벨 뉴섬
- 페이지 원 - 앤드류 로지
- 더 리뎀션 오브 제너럴 버트 네이키드 - 에릭 스트라우스 외 1명
- 레저렉트 데드 - 존 포이
- 싱 유어 송 - 수잔 로스톡
- 트루버도어 - 모건 네빌
- 위 워 히어 - 데이빗 웨이스만

### 월드시네마 드라마틱 경쟁
- 스님과 록 싱어 - 카토 나오키
- 토도스 투스 무에르토스 - 칼로스 모레노
- 아살토 알 시네 - 이리아 고메즈 콘체이로
- 어 퓨 데이즈 오브 레스핏 - 아모르 하카르
- 더 가드 - 존 마이클 맥도나프
- 해피, 해피 - 안네 세비스퀴
- 키니어완다 - 엘릭 브라운
- 이 바시 마이 다티 - 로버타 토르레
- 매드 바스터드 - 브렌던 플레쳐
- 보케르 토브 아돈 피델만 - 요시 마드모니
- 상인 - 세바스티앙 필로트
- 볼레토 알 파라이소 - 제라도 치요나
- 티라노소어 - 패디 콘시딘
- 뱀파이어 - 이와이 슌지

### 월드시네마 다큐멘터리 경쟁
- 언 아프리칸 일렉션 - 자레스 J. 메즈
- 더 벵겔리 디텍티브 - 필립 콕스
- 더 블랙 파워 믹스테이프 - 골란 올슨
- 패밀리 포트레이트 인 블랙 앤 화이트 - 줄리아 이바노바
- 더 플로 - 데이빗 싱턴
- The Green Wave - Irans groner Sommer
- 헬 앤 백 어게인 - 댄펑 데니스
- 너클 - 이안 팔머
- 내 별자리를 찾아서 - 레오나르드 레텔 헴리히
- 프로젝트 님 - 제임스 마쉬
- 제목미정 아일톤 세나 다큐멘터리 - 아시프 카파디아
- 셧업 리틀 맨! - 매튜 베이트